# Vince Neil
Vince Neil (* jako Vincent Neil Wharton 8. února 1961, Hollywood, Kalifornie) je zpěvák americké hard rockové skupiny Mötley Crüe.

## Biografie
Vince se narodil v Hollywoodu, matce mexického původu a otci indiánského původu. Jeho rodiče se přestěhovali z Inglewoodu do Wattsu a nakonec se usadili v Glendoře, kde Vinnie vyrůstal. Vince měl zájem nejen o hudbu, ale i sporty (surfování, fotbal, baseball, basketball a wrestling)
Vince objevili, když vystupoval ve své kapele Rock Candy a v roce 1981 se přidal k Mötley Crüe. V tom samém roce se oženil se svou první ženou Beth Lynn. V roce 1983 vydali Mötley Crüe megaúspěšné album Shout at the Devil, stali se díky němu jednou z nejúspěšnějších skupin 80. let. V roce 1984 po turné s Ozzym, jel Vince a jeho spolujezdec Nicholas "Razzle" Dingley, bubeník skupiny Hanoi Rocks do obchodu s lihovinami, jelikož na párty už došly. Vince byl opilý, vozovka mokrá a tak se nešťastnou náhodou auto dostalo do smyku a vybouralo se. Razzle však podlehl zraněním, Vince byl obviněn za vraždu z nedbalosti. Poseděl si pár týdnů ve vazbě, poté musel navštěvovat psychiatra a natáčet varování proti řízení v opilosti. Beth Lynn a Neil se rozvedli v roce 1985. Po drogovém léčení se Vince znova spojil s Mötley Crüe. V dubnu 1988 se oženil s Sharisou Ruddellovou. V roce 1989 skupina vydala své nejprodávanější a nejúspěšnější album Dr. Feelgood.
Vince v únoru 1992 opustil kapelu, aby se vydal na sólovou dráhu. Podle zpráv z jejich autobiografie The Dirt ho vyhodili kvůli jeho vášni k závodním autům, která byla větší než kapela. Někteří, které Vince najal: Steve Stevens (bývalý kytarista kapely Billy Idol), Dave Marshall, Robbie Crane a Vik Foxx. V polovině roku 1993 vydal své debutové album Exposed. Prodalo se jen 300 000 kopií v USA, skoro stejně jako alba Mötley Crüe se zpěvákem Johnem Corabim. Všechny předcházející alba Mötley Crüe přesáhly hranici 1 000 000 nosičů.
Sharise Ruddell a Neil se rozvedli v roce 1993. O dva roky později zemřela jejich dcera Skylar Neil na rakovinu, bylo to jedno z nejtěžších Vincových období v životě.
Stejný rok se alba Carved in Stone orientovaného na metal prodalo míň než 100 000 alb v USA a Vincův kontrakt s Warner Bros na to skončil. Některé verze tohoto alba obsahují Skylar's Song, který napsal pouze Vince.
V roce 1997 Vince přijal nabídku Mötley Crüe a připojil se ke skupině. Vydali album Generation Swine. Znova ve skupině propuklo napětí, když Tommy Lee opustil skupinu. Nahradil ho Randy Castillo, ale v roce 2002 zemřel na rakovinu.
V květnu 2000 se Vince oženil s kráskou z Playboye Heidi Mark. Rozvedli se v srpnu 2001.
Jako běžný zákazník Moonlite Bunny Ranch byl Vince v roce 2003 obžalován za ublížení na zdraví potom, co ho prostitutka na ranči obvinila z toho, že ji chytil za krk a hodil o stěnu.

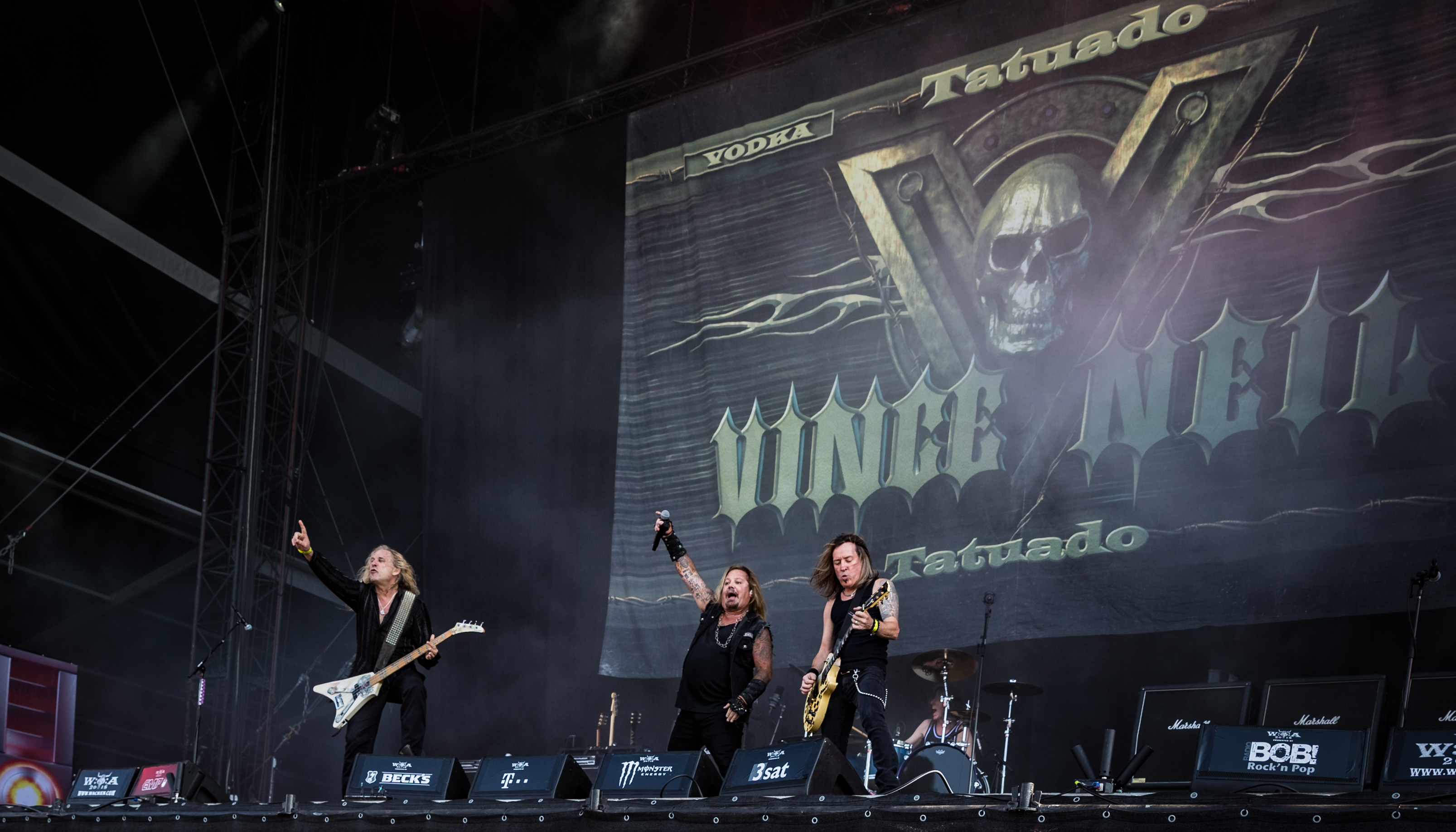
Vince Neil se svou skupinou v roce 2018

Vince se v lednu 2005 oženil s Liou Gerardini. V tomtéž roce skupina vydává kompilační album a oznamuje znovu sjednocení v plné sestavě.
Vince a Lia se rozvedli v roce 2010.
Roku 2010 Vince vydává svoje album Tattoos & Tequila, které obsahuje covery písní, které Vince v mládí ovlivňovaly + 2 nové písně. Jednu mu napsal Nikki Sixx. Vydává také knihu Tattoos & Tequila: To Hell and Back with One of Rock's Most Notorious Frontmen. V tomto roce byl po delší době opět zatčen kvůli jízdě v opilosti.
V současné době žije ve městě Franklin ve státě Tennessee, kde má vilu. Patří mezi investory českého týmu amerického fotbalu Prague Lions.

## Členové kapely Vince Neil Band

### Současná sestava
- Vince Neil – zpěv (1992–1997, 2001–2004, 2009–dosud)
- Jeff "Blando" Bland – sólová kytara (2009–dosud)
- Dana Strum – baskytara (2009–dosud)
- Zoltan Chaney – bicí (2009–dosud)

### Dřívější
- Vikki Foxx – bicí (1992–1997)
- Steve Stevens – sólová kytara (1992–1994)
- Dave Marshall – rytmická kytara (1992–1994)
- Brent Woods – sólová kytara (1994–1997, 2001–2004)
- Robbie Crane – baskytara (1993–1997)
- Jamie Hunting – baskytara (2001–2004)
- Brent Fitz – bicí (2001–2004)

## Sólová kariéra

### Alba
- Exposed,1993
- Carved in Stone, 1995
- Live One Night Only, 2003
- Tattoos tequila, 2010

### Singly
- "You're Invited (But Your Friend Can't Come)", 1992
- "Sister of Pain", 1993
- "Can't Change Me", 1993
- "Can't Have Your Cake and Eat It Too', 1993
- "Promise Me", 2005